# Железная хватка
«Железная хватка» (англ. True Grit) — вестерн братьев Коэн, снятый в 2010 году по мотивам одноимённого романа Чарльза Портиса (1968). Главные роли исполнили обладатели «Оскаров» Джефф Бриджес и Мэтт Деймон, а также тринадцатилетняя Хейли Стейнфилд, дебютировавшая своей ролью Мэтти Росс в голливудском кино. За исполнение главной роли Рубена Рустера Когберна в более ранней экранизации романа свой «Оскар» в категории «Лучшая мужская роль» получил Джон Уэйн.
После премьеры 22 декабря 2010 года «Железная хватка» несколько недель лидировала в американском прокате, став самым кассовым фильмом братьев Коэн и одним из самых кассовых вестернов в истории. Европейской премьерой ленты стал её внеконкурсный показ на открытии 61-го Берлинского международного кинофестиваля. Картина была представлена в десяти номинациях на 83-й церемонии вручения наград Американской академии «Оскар», в восьми номинациях на 64-й церемонии вручения наград Британской академии «BAFTA», одержав победу в категории «Лучшая операторская работа» (Роджер Дикинс), и в двух номинациях 17-й церемонии вручения наград Американской Гильдии киноактёров. Исполнитель главной роли Рубена Рустера Когберна Джефф Бриджес получил персональную актёрскую номинацию на вышеупомянутые премии в категории «Лучшая мужская роль». Исполнительница роли Мэтти Росс тринадцатилетняя Хейли Стейнфилд получила молодёжную награду «Молодой актёр» в категории «Лучшая молодая актриса», а на всех вышеупомянутых церемониях актриса претендовала на награду как исполнительница второстепенной роли, за исключением церемонии Британской академии, где Хейли была представлена в категории «Лучшая актриса главной роли».

## Сюжет
Отец 14-летней Мэтти Росс (Хейли Стейнфилд) был убит бандитом Томом Чейни (Джош Бролин) во время поездки в Форт-Смит, штат Арканзас для покупки лошадей. Забирая тело своего отца, Мэтти спрашивает местного шерифа о поисках Чейни. Он говорит ей, что Чейни, вероятно, бежал с Недом «Счастливчиком» Пеппером (Барри Пеппер) и его бандой на индейскую территорию, где у шерифа нет полномочий. Поэтому Мэтти спрашивает о найме заместителя маршала США. Шериф даёт три рекомендации, и Мэтти выбирает «Забияку» Когберна (Джефф Бриджес). Первоначально Когберн отвергает её предложение, не веря ни в её хватку, ни в платёжеспособность, но Мэтти находит деньги, умело торгуясь лошадьми с полковником Стоунхиллом.
Техасский рейнджер ЛаБиф (Мэтт Деймон) прибывает в город, преследуя Чейни за убийство сенатора штата Техас. ЛаБиф предлагает присоединиться к Когберну, но Мэтти отказывается от его предложения. Она хочет, чтобы Чейни повесили в Арканзасе за убийство её отца, а не в Техасе за убийство сенатора. Мэтти настаивает на том, чтобы путешествовать с Когберном, но он уезжает без неё с ЛаБифом, чтобы поймать Чейни и разделить награду.
Получив отказ в проезде на пароме, на котором переправлялись Когберн и ЛаБиф, Мэтти бесстрашно переправляется на лошади через реку вплавь. После того, как она успешно пересекла реку, ЛаБиф выражает своё неудовольствие её упорством, пытаясь отшлёпать палкой. Когберн заставляет его остановиться и в итоге позволяет Мэтти сопровождать их. После спора об их службе в армии Конфедерации, Когберн расторгает договорённость, и ЛаБиф уходит, чтобы преследовать Чейни самостоятельно. Когберн и Мэтти встречают доктора, который направляет их в предположительно пустое укрытие. В укрытии они находят двух преступников, Куинси и Муна (Донал Глисон), которые, вероятно, ожидают остальных из банды Пеппера. Буквально «выкурив» двоих, Когберн и Мэтти хватают их и допрашивают. Куинси настаивает, что у них нет информации о банде Пеппера. В конце концов раненый Мун, кажется, собирается разгласить местоположение Пеппера, но Куинси наносит ему удар в грудь, и Когберн убивает Куинси. Перед смертью Мун просит передать его тело брату и говорит, что Пеппер и его банда вернутся за новыми лошадьми в эту ночь.
Когберн и Мэтти ждут на холме над лачугой прибытия Неда Пеппера и его банды. Тем не менее, сначала прибывает ЛаБиф, а затем сталкивается с прибывшей бандой Пеппера. Когберн убивает двух членов банды и случайно попадает в ЛаБифа, но Пеппер сбегает. ЛаБиф получил травму плеча и при падении с лошади чуть не откусил язык.
После того, как Пеппер ушёл, а ЛаБиф получил травму, Когберн обнаружил спрятанный виски и начал сильно пить. После нескольких дней пьянки Когберн выходит из игры и говорит ЛаБифу и Мэтти продолжать без него. Мэтти говорит ЛаБифу, что она неправильно оценила его и что она выбрала не того человека, чтобы преследовать Чейни. ЛаБиф говорит Мэтти, что она доказала свою хватку, и уезжает на следующее утро.
Мэтти набирала воду из ручья и увидела Чейни. Она ранит его первым выстрелом из своего револьвера, но когда она пытается выстрелить в него второй раз, её мокрое оружие не срабатывает. Чейни тащит её обратно к Пепперу, который заставляет Когберна уйти, угрожая убить Мэтти. Пеппер оставляет Мэтти наедине с Чейни, приказывая ему не причинять ей вреда, иначе он не получит денег.
Чейни пытается ударить ножом Мэтти, но появляется ЛаБиф и вырубает Чейни. Они издалека наблюдают, как Когберн сражается с оставшимися членами банды Пеппера, убивая двоих и ранив Неда до того, как его лошадь была убита и упала, зажав его ногу, после чего ЛаБиф убивает издалека Пеппера. Чейни приходит в себя и вырубает ЛаБифа, но Мэтти хватает винтовку ЛаБифа и стреляет Чейни в грудь, убивая его. Из-за отдачи она падает в пещеру, где её кусает гремучая змея. Когберн прибывает через некоторое время, опускается в пещеру, убивает змею и надрезает Мэтти руку, чтобы высосать как можно больше яда. Затем Когберн обещает прислать помощь ЛаБифу и скачет день и ночь, чтобы добраться до врача. У Мэтти начинаются галлюцинация: она видит Чейни, едущего впереди них. После того, как лошадь Мэтти падает от усталости, Когберн убивает её и несёт Мэтти на руках. Зайдя в лавку, которую они посещали ранее, он стреляет в воздух, чтобы привлечь внимание владельца, и падает в обморок.
Двадцать пять лет спустя Мэтти получает записку от Когберна, в которой ей предлагается посетить передвижное шоу о Диком Западе, в котором он выступает. После того, как он привёз её в лавку, её левое предплечье было ампутировано из-за гангрены от укуса змеи. Когберн был рядом, пока ей не стало лучше, но ушёл, прежде чем она пришла в сознание; с тех пор Мэтти не видела ни его, ни ЛаБифа, несмотря на то, что писала Когберну, чтобы тот забрал причитающиеся ему деньги. Когда она прибывает на площадку для шоу, то узнаёт, что Когберн умер три дня назад. Спустя еще десятилетия, Мэтти переносит его тело на её семейное кладбище и стоит над могилой, размышляя над своим решением не выходить замуж и надеждой увидеть ЛаБифа снова, если он ещё жив, а также как быстро бежит время.

## В ролях
- Джефф Бриджес — Ру́бен «Забияка» Ко́гберн
- Хейли Стейнфилд — Мэтти Росс
- Мэтт Деймон — ЛаБиф
- Джош Бролин — Том Чейни
- Барри Пеппер — Нед «Счастливчик» Пеппер
- Донал Глисон — Мун Малыш
- Элизабет Марвел — взрослая Мэтти Росс
- Джонатан Джосс — осуждённый индеец

## Создание фильма
Слухи о ремейке вестерна «Настоящее мужество» ходили ещё в феврале 2008 года, однако их не подтверждали до марта 2009 года. Этап подбора актёров начался в ноябре, в Техасе, с поиска кандидаток на роль 14-летней Мэтти Росс. В следующем месяце был создан веб-сайт, где принимались видеозаписи желающих участвовать в пробах. На сайте говорилось, что требуется девочка в возрасте 12-17 лет, и что её персонаж «прост, жёсток» и что «её необычайно стальные нервы и прямолинейность часто удивляют».
Выбор Коэнов пал на Хейли Стейнфилд, которая брала уроки стрельбы у отца. В марте и апреле 2010 года фильм снимался в районе Санта-Фе (Нью-Мексико). Кроме того, съёмки также проходили в Грейнджере (Техас). На съёмки братья Коэны приходили в ковбойских шляпах для создания атмосферы. Мэтт Деймон вынужден был складывать особым образом язык и закреплять его резинкой, чтобы легче было воспроизводить дефект речи своего героя.
Майкл Бин проходил пробы на роль Нэда Пэппера. Джефф Бриджес и Джош Бролин сыграли Дикого Билла Хикока в «Диком Билле» (1995) и «Молодых наездниках» (1989) соответственно.
Фильм получил непривычно мягкий для Коэнов прокатный рейтинг, благодаря чему собрал в прокате больше, чем другие их ленты.
Один из немногих фильмов, спродюсированный Стивеном Спилбергом, в начале которого не появляется заставка компании «Amblin Entertainment» или «DreamWorks Pictures».
В «Настоящем мужестве» (1969) Рустер Когберн носит повязку на левом глазу. В ремейке повязка надета на правый глаз. Рустеру Когберну в романе около 40 лет, однако и Джону Уэйну, и Джеффу Бриджесу было за шестьдесят, когда они исполняли главную роль.

## Отзывы
Фильм получил в основном положительные отзывы кинокритиков. На Rotten Tomatoes у фильма 95 % положительных рецензий из 274. На Metacritic — 80 баллов из 100 на основе 41 отзыва. Роджер Эберт оценил фильм в 3,5 звезды из 4.

## Награды и номинации
- 2011 — 10 номинаций на премию «Оскар»[12]: лучший фильм (Скотт Рудин, Джоэл и Итан Коэн), лучший режиссёр (Джоэл и Итан Коэн), лучшая мужская роль (Джефф Бриджес), лучшая женская роль второго плана (Хейли Стейнфилд), лучший адаптированный сценарий (Джоэл и Итан Коэн), лучшая операторская работа (Роджер Дикинс), лучшая работа художника—постановщика (Джесс Гончор, Нэнси Хэй), лучший дизайн костюмов (Мэри Зофрис), лучший звук (Скип Ливси, Крейг Берки, Грег Орлофф, Питер Ф. Курланд), лучший монтаж звука (Скип Ливси, Крейг Берки)
- 2011 — премия BAFTA за лучшую операторскую работу (Роджер Дикинс), а также 7 номинаций: лучший фильм (Скотт Рудин, Джоэл и Итан Коэн), лучшая мужская роль (Джефф Бриджес), лучшая женская роль (Хейли Стейнфилд), лучший адаптированный сценарий (Джоэл и Итан Коэн), лучший дизайн костюмов (Мэри Зофрис), лучшая работа художника—постановщика (Джесс Гончор, Нэнси Хэй), лучший звук (Скип Ливси, Крейг Берки, Грег Орлофф, Питер Ф. Курланд, Дуглас Экстелл)
- 2011 — премия «Выбор критиков» лучшему молодому актёру или актрисе (Хейли Стейнфилд), а также 10 номинаций: лучший фильм, лучший режиссёр (Джоэл и Итан Коэн), лучшая мужская роль (Джефф Бриджес), лучшая женская роль второго плана (Хейли Стейнфилд), лучший адаптированный сценарий (Джоэл и Итан Коэн), лучшая музыка к фильму (Картер Бёрвел), лучшая операторская работа (Роджер Дикинс), лучший дизайн костюмов (Мэри Зофрис), лучшая работа художника—постановщика (Джесс Гончор, Нэнси Хэй), лучший грим (Бети Эйзель, Кэй Джорджо, Томас Неллен, Джорди Шеффер)
- 2011 — 2 номинации на премию Гильдии киноактёров США: лучшая мужская роль (Джефф Бриджес), лучшая женская роль второго плана (Хейли Стейнфилд)
- 2011 — номинация на премию Гильдии сценаристов США за лучший адаптированный сценарий (Джоэл и Итан Коэн)
- 2011 — 2 номинации на премию «Сатурн»: лучший приключенческий фильм, боевик или триллер, лучший молодой актёр или актриса (Хейли Стейнфилд)
- 2011 — 4 номинации на премию Лондонского кружка кинокритиков: лучший режиссёр (Джоэл и Итан Коэн), лучшая мужская роль (Джефф Бриджес), лучшая женская роль (Хейли Стейнфилд), лучший сценарий (Джоэл и Итан Коэн)
- 2010 — попадание в десятку лучших фильмов года по версии Национального совета кинокритиков США